# Nichols, South Carolina
Nichols är en kommun (town) i Marion County i South Carolina. Vid 2010 års folkräkning hade Nichols 368 invånare.